# Призраки в Венеции
«Призраки в Венеции» (англ. A Haunting in Venice) — детективный фильм 2023 года режиссёра Кеннета Браны по мотивам романа Агаты Кристи «Вечеринка в Хэллоуин». Эркюля Пуаро в этой картине, как и в двух предыдущих, сыграл сам режиссёр, другие роли получили Кайл Аллен, Камилль Коттен, Джейми Дорнан, Тина Фей, Джуд Хилл, Келли Райлли, Риккардо Скамарчо, Мишель Йео. В сюжет фильма включены элементы хоррора, и рецензенты восприняли этот ход неоднозначно.

## Сюжет
Действие фильма происходит в 1947 году в Венеции. Живущий в этом городе Эркюль Пуаро по просьбе писательницы Ариадны Оливер посещает спиритический сеанс во дворце знаменитой оперной певицы Ровены Дрейк, чтобы разоблачить Джойс Рейнольдс, выдающую себя за медиума, как мошенницу. Ровена наняла Джойс, чтобы связаться со своей дочерью Алисией, которая, как считается, покончила с собой после разрыва помолвки с Максимом Джерардом. На сеанс приходят Максим, домработница Ровены Ольга Семёнова, семейный врач Дрейков Лесли Ферьер и его сын Леопольд, ассистентка Джойс цыганка Десдемона Холланд.
Во время сеанса Пуаро приходит к выводу, что у Джойс два ассистента, и находит в камине брата Десдемоны Николаса. Медиум внезапно заговаривает голосом Алисии и рассказывает, что её убил один из гостей. Позже неизвестный пытается убить Пуаро, а всего через несколько секунд Джойс находят насаженной на статую во внутреннем дворе. Шторм на время отрезает палаццо от остального мира. Пуаро начинает расследование и делает ряд открытий: доктор Ферьер влюблён в Ровену, Максим, которого не приглашала хозяйка, разорвал помолвку, потому что Ровена его не одобряла, а Алисия была одержима желанием сделать свою мать счастливой, Николас и Десдемона воровали у Джойс деньги, чтобы уехать в Сент-Луис, Леопольд Ферьер, по его словам, слышит голоса призраков детей, оставленных когда-то в палаццо умирать от чумы. Эти же голоса слышит и сам Пуаро.
Герои находят подземную камеру с детскими останками. Доктор в состоянии паники нападает на Максима, его запирают в музыкальной комнате, и Ровена отдает Пуаро единственный ключ. Вскоре Ферьера находят убитым. Пуаро собирает всех оставшихся гостей палаццо и заявляет, что убийца — Ровена. Чтобы сохранить дочь, она помешала её контактам с Максимом и начала давать ей в небольших количествах ядовитый галлюциногенный мёд. Однажды Ольга случайно напоила Алисию чаем, содержащим смертельную дозу, и Ровена, опасаясь разоблачения, инсценировала самоубийство дочери. Позже она начала получать письма от анонимного шантажиста и заподозрила Рейнольдс и Ферьера. Сначала Ровена убила Джойс, потом принудила доктора к самоубийству, угрожая убить его сына.
Когда Пуаро сталкивается с Ровеной на крыше, появляется призрак Алисии, который сталкивает Ровену в канал. Наутро Пуаро рвёт дружбу с Оливер (именно она пригласила в палаццо Максима, рассчитывая собрать материал для новой книги) и разоблачает Леопольда как шантажиста. Он предлагает Леопольду и Ольге очистить совесть за счёт помощи Холландам. Признав возможность загробной жизни, Пуаро возвращается домой.

## В ролях
| Актёр               | Роль                |
| ------------------- | ------------------- |
| Кеннет Брана        | Эркюль Пуаро        |
| Кайл Аллен          | Максим Джерард      |
| Камилль Коттен      | Ольга Семенова      |
| Джейми Дорнан       | доктор Лесли Ферьер |
| Тина Фей            | Ариадна Оливер      |
| Джуд Хилл           | Леопольд Ферьер     |
| Али Хан             | Николас Холланд     |
| Эмма Лэйрд          | Десдемона Холланд   |
| Келли Райлли        | Ровена Дрейк        |
| Риккардо Скамарчо   | Витале Портфалио    |
| Мишель Йео          | Джойс Рейнольдс     |
| Роуэн Робинсон      | Алисия Дрейк        |
| Эстер Рей Тиллотсон | юная Алисия Дрейк   |

## Создание и оценки
Проект был официально анонсирован в октябре 2022 года. Съёмки начались в ноябре 2022 года и проходили в Лондоне и Венеции. «Призраки в Венеции» стали третьей экранизацией Агаты Кристи, в которой режиссёром и исполнителем роли Эркюля Пуаро является Кеннет Брана. Другие роли достались Джейми Дорнану, Мишель Йео, Кайлу Аллену, Тине Фей. Премьерный показ состоялся 11 сентября 2023 года в Лондоне, 15 сентября картина вышла в театральный прокат в США. 31 октября начался цифровой релиз.
Джейсон Зиноман из The New York Times, назвавший фильм «расследованием с вкраплениями ужасов», отметил, что смешение жанров может создать определённые сложности, но при этом высоко оценил работу оператора Хариса Замбарлукоса, которая превратила фильм в «роскошное старомодное голливудское развлечение». Джастин Чанг из The Los Angeles Times написал в своей рецензии: «От фильма остаётся не привычный набор улик и красных линий […], а свободно витающая атмосфера скорби, во многом обусловленная бурными воспоминаниями героев о войне, закончившейся несколькими годами ранее». Схожее мнение высказала Энн Хорнадей из The Washington Post, назвавшая фильм «угрюмым».
Александр Анохин («Мир фантастики») констатировал, что от литературного первоисточника в фильме почти ничего не осталось. Соединение элементов детектива и мистики, по его мнению, совсем не удалось: картине не хватает расследования в старомодном стиле. С точки зрения Варвары Ульяненок (портал «После титров»), в фильме «чисто номинальный хоррор», а общеизвестная прагматичность Пуаро не сочетается с мистицизмом. Плюсами картины эта рецензентка назвала актёрский состав и более высокий стиль, если сравнивать «Призраки Венеции» с предыдущими проектами Браны.
По мнению Никиты Лаврецкого («Афиша Daily»), «Призраки Венеции» стали лучшим из фильмов Браны о Пуаро: режиссёр здесь впервые «идёт на художественный риск», игнорируя зрительские ожидания и создавая полноценный хоррор. Тем не менее этот рецензент счёл развязку несколько натянутой.